# 4. lipnja
4. lipnja (4. 6.) 155. je dan godine po gregorijanskom kalendaru (156. u prijestupnoj godini).
Do kraja godine ima još 210 dana.

## Događaji
- 907. – Kraj dinastije T'ang u Kini.
- 1133. – Njemački kralj Lotar II. okrunjen za rimskog cara tijekom pohoda na Rim.
- 1831. – Belgijski kongres proglasio princa Leopolda iz dinastije Sax-Koburgh za prvog monarha nezavisne Belgije.
- 1896. – Američki izumitelj i industrijalac Henry Ford provozao se na "kvadriciklu".
- 1920. – U Parizu je sklopljena Trianonska pogodba, kojom je Mađarska izgubila dvije trećine područja i stanovništva.
- 1942. – Počela četverodnevna bitka za pacifičko otočje Midway, u kojoj su Amerikanci nanijeli prvi ozbiljan poraz Japancima u Drugom svjetskom ratu.
- 1943. – Vojnim pučem zbačen s vlasti predsjednik Argentine Ramon Castillo.
- 1944. – Amerikanci oslobađaju Rim.
- 1970. – Tonga dobila nezavisnost od Velike Britanije .
- 1986. – Pred američkim sudom osuđen Jonathan Polard radi špijunaže u korist Izraela. Radio je za izraelski Mosad.
- 1989. – Na izborima u Poljskoj pobijedila je Solidarnost, čime je počelo rušenje komunizma u Istočnoj Europi.
- 1989. – Kineske su snage krvavo ugušile višetjedne demonstracije studenata na Trgu nebeskog mira u Pekingu.

| - 1738. – Đuro III., kralj Ujedinjenog Kraljevstva († 1820.) - 1870. – Elisabeth Hesselblad, švedska redovnica († 1957.) - 1870. – Kvirin Klement Bonefačić, hrvatski biskup († 1957.) - 1903. – Vlado Antolić, hrvatski arhitekt i urbanist († 1981.) - 1907. – Marjan Kozina, slovenski skladatelj († 1966.) - 1908. – Geli Raubal, Hitlerova polunećakinja († 1931.) - 1908. – Ivo Lendić, hrvatski emigrantski književnik († 1982.) - 1911. – Milovan Đilas, crnogorski političar († 1995.) - 1915. – Modibo Keita, prvi predsjednik afričke države Mali († 1977.) - 1916. – Robert F. Furchgott, američki biokemičar († 2009.) - 1925. – Antonio Puchades, španjolski nogometaš - 1936. – Pero Jurković, hrvatski bankar († 2011.) - 1937. – Robert Lee Fulghum, američki spisatelj - 1940. – Ivo Senjanović, hrvatski akademik - 1947. – Viktor Klima, austrijski političar - 1949. – Adnan Palangić, crnogorski glumac - 1949. – Branimir Vidić, hrvatski glumac - 1952. – Branislav Komorowski, poljski predsjednik - 1956. – Anto Zirdum, hrvatski književnik - 1957. – Raquel Turner, lik iz serije Mućke - 1960. – Ivica Čuljak, hrvatski punk pjevač († 1992.) - 1961. – Ferenc Gyurcsány, mađarski političar - 1965. – Michael Doohan, australski vozač motociklističkih utrka - 1966. – Renato Jurčec, hrvatski nogometaš - 1968. – Silvijo Čabraja, hrvatski nogometaš i trener - 1970. – Ekrem İmamoğlu, turski političar - 1970. – Leo Pavela, hrvatski televizijski novinar i voditelj - 1970. – Josip Zovko, hrvatski glumac († 2019.) - 1971. – Joseph Kabila, predsjednik DR Konga - 1972. – Stojanka Novaković, srpska folk pjevačica - 1973. – Nie Yali, kineska hokejašica na travi - 1975. – Angelina Jolie, američka filmska glumica - 1976. – Aleksej Navaljni, ruski političar († 2024.) - 1976. – Nenad Zimonjić, srpski tenisač - 1977. – Alexander Manninger, austrijski nogometaš - 1984. – Rosario Luchetti, argentinska hokejašica na travi - 1984. – Giourkas Seitaridis, grčki nogometaš - 1985. – Lukas Podolski, njemački nogometaš - 1988. – Ante Režić, hrvatski nogometaš - 1990. – Greg Monroe, američki košarkaš - 1991. – Ante Vukušić, hrvatski nogometaš - 1992. – Dino Jelusić, hrvatski pjevač - 1996. – Maria Bakalova, bugarska glumica | - 303. – Sveti Kvirin Sisački, katolički svetac, biskup Siscije - 1039. – Konrad II., car Svetog Rimskog Carstva (* 990.) - 1798. – Giacomo Casanova, talijanski književnik, glazbenik i slobodni zidar (* 1725.) - 1876. – Abdul Aziz, turski sultan (* 1830.) - 1902. – Nikola Mašić, hrvatski slikar (* 1852.) - 1941. – Vilim II., posljednji njemački car i pruski kralj (* 1859.) - 1967. – André Cluytens, belgijski dirigent (* 1905.) - 2004. – Stanko Banić, hrvatski katolički svećenik (* 1917.) - 2004. – Marko Majstorović, hrvatski katolički svećenik, monsinjor (* 1928.) - 2025. – Neven Šimac, hrvatski pravnik i prevoditelj (* 1943.) |

## Blagdani i spomendani
- Sveti Kvirin Sisački
- Dan grada Krka
- Dan grada Siska
- Dan državnosti u Tongi

## Imendani
- Optat
- Spomenka
- Predrag